# 시노부촌 (야마구치현)
시노부촌(篠生村)은 야마구치현 아부군에 설치되었던 촌이다. 현재의 야마구치시에 해당한다.